# 二氟化二硫
二氟化二硫是一种硫的卤化物，化学式为S2F2。在严格干燥的容器中用二氟化银和硫单质，可得结构式为FS-SF的二氟化二硫：
{\displaystyle {\rm {\ 2S+2AgF_{2}{\xrightarrow {398K}}S_{2}F_{2}+2AgF}}}
存在碱金属氟化物时，二氟化二硫会发生分子内重排，转变为S=SF2：
{\displaystyle {\rm {\ FS-SF{\xrightarrow {KF}}S=SF_{2}}}}
S=SF2也可由氟亚磺酸钾与二氯化二硫反应制得：
{\displaystyle {\rm {\ 2KSO_{2}F+S_{2}Cl_{2}\rightarrow S=SF_{2}+2KCl+2SO_{2}}}}

## 反应
- 加热时分解成四氟化硫和硫：

2S2F2 ->SF4 + 3S
- 水解反应：

2S2F2 + 2H2O -> SO2 + 3S + 4HF
- 和硫酸的反应：

S2F2+ 3H2SO4 -> 5SO2 + 2HF+ 2H2O
- 和氢氧化钠的反应：

2S2F2 + 6NaOH -> Na2SO3 + 3S + 4NaF + 3H2O
- 在高压下和氧气反应，催化剂为二氧化氮：

2S2F2 + 5O2 —NO2-> SOF4 + 3SO3 
- 在低温下和二氟化硫反应，形成1,3-二氟三硫烷-1,1-二氟化物（英语：1,3-Difluoro-trisulfane-1,1-difluoride）。

SSF2 + SF2 → FSSSF3